# Berit Nordstad
Berit Nordstad (* 15. Februar 1982 in Tynset) ist eine ehemalige norwegische Skilangläuferin und Biathletin.
Berit Nordstad betrieb Biathlon seit 1992 beim Langlaufverein ihres Heimatortes Tynset. 2000 schaffte sie den Sprung in die norwegische Nationalmannschaft. Im selben Jahr bestritt sie ihre erste Weltmeisterschaft als Juniorin. Ein Jahr später in Chanty-Mansijsk war sie bei diesem Wettbewerb besonders erfolgreich. Den achten Platz aus dem Sprint verteidigte sie in der Verfolgung und kam zudem mit der 3 × 7,5-km-Staffel in der Besetzung Tora Berger, Solveig Rogstad und Nordstad als Schlussläuferin auf den fünften Rang. Ihr Debüt im Europa-Cup hatte sie im Jahr 2003 im heimischen Geilo mit Platz siebzehn und dreizehn in Sprint und Verfolgung. Schon bei der nächsten Station in Ridnaun lief sie auf Platz acht. In der Folgesaison debütierte sie beim Biathlon-Weltcup-Auftakt in Beitostølen mit Platz 65 im Sprint. Das beste Weltcup-Ergebnis erzielte sie in Osrblie in der Saison 2004/2005 als 35. des Sprints, ihrem vorletzten Weltcup-Einsatz überhaupt. Danach war sie nur noch im Europacup aktiv und erreichte dort insgesamt drei fünfte Plätze, der erste 2005 in Garmisch-Partenkirchen, die anderen beim letzten Auftritt ihrer Karriere im internationalen Biathlon in Forni Avoltri in der Saison 2006/2007, als Nordstad auch ihr einziger Staffelsieg gelang, zusammen mit Kari Henneseid Eie und Solveig Rogstad war sie Schnellste. Auch im Skilanglauf trat sie international an. Den zweiten Platz belegte Nordstad bei der Militär-Skiweltmeisterschaft 2005 im rumänischen Predeal über 10 km im freien Stil. Bei der Militär-Skiweltmeisterschaft 2008 folgte auf Rang 22 im Einzelwettbewerb des Biathlons der Gewinn der Weltmeisterschaft im Patrouillenlauf. Bei nationalen Meisterschaften erreichte sie einmal mit der Staffel aus Nordland-Østerdal den dritten Platz.

## Weltcup-Platzierungen
| Platzierung         | Einzel | Sprint | Verfolgung | Massenstart | Staffel | Gesamt |
| ------------------- | ------ | ------ | ---------- | ----------- | ------- | ------ |
| 1. Platz            |        |        |            |             |         |        |
| 2. Platz            |        |        |            |             |         |        |
| 3. Platz            |        |        |            |             |         |        |
| Top 10              |        |        |            |             |         |        |
| Punkteränge         |        |        |            |             |         |        |
| Starts              | 4      | 5      | 2          |             |         | 11     |
| Stand: Karriereende |        |        |            |             |         |        |